# پان (مجله)
پان (به آلمانی: Pan) (۱۹۱۵–۱۸۹۵ میلادی) یک مجلۀ هنری آلمانی مستقر در برلین بود که توسط تعاونی هنرمندان، شاعران و منتقدان پان منتشر می‌شد. مجله با تمرکز بر ادبیات، تئاتر و موسیقی، بیش از ۲۰ شماره را «بدون ارجاع به پرسش‌های تجاری، اخلاقی، شخصی یا جدلی، با قدردانی از دیدگاه صرفاً زیبایی‌شناختی» منتشر کرد. رسالت مجله در تعهدش به گزامت‌کونست‌ورک دموکراتیک بود («آثار هنری سنتز شده»)، و حمایت از هنرمندان جوان از هر نوع. برای این منظور، مجله اشتراک‌های طبقه‌بندی‌شده را فروخت: استاندارد و لوکس، و به سرعت «گران‌ترین مجلۀ هنری آلمان در عصر خود شد». تعهد اولین-هنرمندان آن همچنین منجر به تبدیل شدن آن به یکی از بهترین نمایش‌های هنر پان-اروپایی در روزهای اولیۀ هنر انتزاعی و اکسپرسیونیستی شد.

## تاریخچه
این گروه ماه‌نامه ریشارد دهمل تأسیس شد و از سال ۱۸۹۵ تا ۱۹۰۰ میلادی در برلین توسط اتو یولیوس بیرباوم و یولیوس مایر-گریفه منتشر شد، این گروه تنها سه شماره را منتشر کرد.
در سال ۱۹۱۰ میلادی، این مجله توسط صاحب گالری برلین و فروشندۀ آثار هنری، پل کاسیرر، احیاء شد که در ادامه مشارکت‌کنندگانی مانند فرانک ودکیند، گئورگ هایم، ارنست بارلاخ و فرانتس مارک را با چاپ پان-پرس خود منتشر کرد. ذوق آوانگارد کاسیرر در چاپ، آثار گالری او را بازتاب می‌داد. او اولین کسی بود که آثار مانه، سزان، ون گوگ و گوگن را در آلمان به نمایش گذاشت و از آثار همتایان آلمانی امپرسیونیست‌ها دفاع کرد، همچنین لویس کرینت، ماکس لیبرمان و لسر اوری را نشان داد.
این گروه، همراه با بارلاخ، کاندینسکی و بکمان در نهایت هسته اصلی جدایی برلین را تشکیل دادند، هنرمندانی که سبک‌های هنری سنتی را رد می‌کردند، سپس توسط دانشگاه‌ها و مقامات پیشرفت کردند و پایۀ مدرنیسم را ایجاد کردند.
در سال ۱۹۱۲ میلادی، آلفرد کر مسئولیت انتشار مجله را بر عهده گرفت و تا زمان مرگش در سال ۱۹۱۵ میلادی به صورت پراکنده ظاهر شد.
پان، داور تأثیرگذار فرهنگ، داستان‌ها و شعرهایی را در جنبش‌های نمادگرا و طبیعت‌گرای نوظهور، توسط نویسندگانی مانند: اتو یولیوس بیرباوم، ماکس داوتندای، ریشارد دهمل و آرنو هولتس چاپ کرد. همچنین با پرورش پایدار از هنرمندان شناخته شده و ناشناخته، از جمله: فرانتس فون اشتوک، فلیکس والوتون، و توماس تئودور هاینه، نقش مهمی در توسعۀ آر نُوو آلمان ایفا کرد.

### نسخه‌های دیجیتال
- پان در کتابخانۀ دانشگاه هایدلبرگ.
- پان بایگانی‌شده  در ۶ ژوئن ۲۰۱۹ توسط Wayback Machine در پروژۀ کوه آبی پرینستون.